# Salvagnac-Cajarc
 Salvagnac-Cajarc  là một xã ở tỉnh Aveyron, thuộc vùng Occitanie ở miền nam nước Pháp.